# الکساندر کونیسکی
الکساندر کونیسکی (اوکراینی: Верниволя؛ ۱۸ اوت ۱۸۳۶ – ۱۲ دسامبر ۱۹۰۰) فرهنگ‌نویس، زبان‌شناس، روزنامه‌نگار، شاعر، و وکیل اهل اوکراین بود.